# REBOOT
《REBOOT》是韓國男子音樂組合TREASURE的第二張韓語正規專輯，該專輯於2023年7月28日正式發行。專輯中包含以小分隊「T5」先前釋出的數位單曲《MOVE》在內，主打曲為《BONA BONA 》，這是繼上一張正規專輯《 THE FIRST STEP:TREASURE EFFECT》後時隔2年又6個月的回歸，繼上一張專輯《 THE SECOND STEP: CHAPTER TWO》後時隔約10個月的回歸。